# Coppa di Slovacchia 2017-2018 (pallavolo maschile)
La Coppa di Slovacchia 2017-2018 si è svolta dal 2 al 4 febbraio 2018: al torneo hanno partecipato sei squadre di club slovacche maschili e la vittoria finale è andata per la prima volta al Prievidza.

## Regolamento
Alla competizione hanno preso parte le prime sei squadre classificate al termine della prima fase dell'Extraliga. 
Il torneo si è articolato in una Final Six, con le prime due squadre in classifica qualificate direttamente in semifinale ed accoppiamenti secondo ranking.

## Squadre partecipanti
| Squadra        | Qualificazione                   |
| -------------- | -------------------------------- |
| Košice         | 5ª nella prima fase di Extraliga |
| Prešov         | 4ª nella prima fase di Extraliga |
| Prievidza      | 1ª nella prima fase di Extraliga |
| Slávia Svidník | 3ª nella prima fase di Extraliga |
| Spartak Myjava | 6ª nella prima fase di Extraliga |
| VKP Nitra      | 2ª nella prima fase di Extraliga |

## Torneo

### Tabellone
|  | Quarti | Quarti         | Quarti |  |  | Semifinali | Semifinali     | Semifinali |  |   | Finale    | Finale         | Finale |
|  |        |                |        |  |  |            |                |            |  |   |           |                |        |
|  |        |                |        |  |  | 1          | Prievidza      | 3          |  |   |           |                |        |
|  |        |                |        |  |  | 1          | Prievidza      | 3          |  |   |           |                |        |
|  |        |                |        |  |  | 5          | Košice         | 0          |  |   |           |                |        |
|  | 4      | Prešov         | 0      |  |  | 5          | Košice         | 0          |  |   |           |                |        |
|  | 4      | Prešov         | 0      |  |  |            |                |            |  |   |           |                |        |
|  | 5      | Košice         | 3      |  |  |            |                |            |  |   |           |                |        |
|  | 5      | Košice         | 3      |  |  |            |                |            |  | 1 | Prievidza | 3              |        |
|  |        |                |        |  |  |            |                |            |  | 1 | Prievidza | 3              |        |
|  |        |                |        |  |  |            |                |            |  |   | 3         | Slávia Svidník | 0      |
|  |        |                |        |  |  |            |                |            |  |   | 3         | Slávia Svidník | 0      |
|  |        |                |        |  |  |            |                |            |  |   |           |                |        |
|  |        |                |        |  |  |            |                |            |  |   |           |                |        |
|  |        |                |        |  |  | 2          | VKP Nitra      | 0          |  |   |           |                |        |
|  |        |                |        |  |  | 2          | VKP Nitra      | 0          |  |   |           |                |        |
|  |        |                |        |  |  | 3          | Slávia Svidník | 3          |  |   |           |                |        |
|  | 3      | Slávia Svidník | 3      |  |  | 3          | Slávia Svidník | 3          |  |   |           |                |        |
|  | 3      | Slávia Svidník | 3      |  |  |            |                |            |  |   |           |                |        |
|  | 6      | Spartak Myjava | 0      |  |  |            |                |            |  |   |           |                |        |
|  | 6      | Spartak Myjava | 0      |  |  |            |                |            |  |   |           |                |        |

### Risultati

#### Quarti di finale
| 2 febbraio 2018 Športová hala, Prievidza Durata: 1h:06 - Spettatori: ?   | Slávia Svidník | 3 - 0 | Spartak Myjava | 25-21, 25-21, 25-19 |
| 2 febbraio 2018 Športová hala, Prievidza Durata: 1h:22 - Spettatori: 200 | Prešov         | 0 - 3 | Košice         | 23-25, 22-25, 20-25 |

#### Semifinali
| 3 febbraio 2018 Športová hala, Prievidza Durata: 1h:20 - Spettatori: 400 | VKP Nitra | 0 - 3 | Slávia Svidník | 22-25, 21-25, 18-25 |
| 3 febbraio 2018 Športová hala, Prievidza Durata: 1h:14 - Spettatori: 500 | Prievidza | 3 - 0 | Košice         | 25-20, 25-16, 25-22 |

#### Finale
| 4 febbraio 2018 Športová hala, Prievidza Durata: 1h:14 - Spettatori: 1 500 | Prievidza | 3 - 0 | Slávia Svidník | 25-20, 25-20, 25-20 |